# Jean Lavallée
Pour les articles homonymes, voir Lavallée.
Ne doit pas être confondu avec Jean Lavallée (1913-1944).
Jean Lavallée est un homme politique français né le 24 décembre 1805 à Ligné (Charente) et mort le 9 mars 1879 à Ruffec (Charente).

## Biographie
Avocat en 1830, il est maire de Ligné pendant quelques semaines après la Révolution de 1830. Notaire à Mansle en 1833, commandant de la garde nationale en 1834, il est un opposant à la Monarchie de Juillet et devient sous commissaire du gouvernement à Ruffec en février 1848. Il est député de la Charente de 1848 à 1849, siégeant à gauche.

## Sources
- « Jean Lavallée », dans Adolphe Robert et Gaston Cougny, Dictionnaire des parlementaires français, Edgar Bourloton, 1889-1891 [détail de l’édition]